# Opération Ranch Hand
Guerre du Viêt Nam
Batailles
L'opération Ranch Hand est une opération militaire américaine pendant la guerre du Viêt Nam, qui s'étend de 1962 jusqu'en 1971, consistant en l'épandage des « herbicides arc-en-ciel », dont l’agent orange, mais aussi l’agent blanc, l’agent vert, l’agent bleu, l’agent rose et l’agent violet… « The Rainbow Herbicides », selon l’armée américaine.

## Chronologie de l'opération
À partir de l’année 1962, le gouvernement des États-Unis lance l’opération Ranch Hand (« ouvrier agricole ») et déverse plus de 80 millions de litres de défoliants sur la partie sud du Vietnam, sur des zones rurales du Sud-Viêt Nam pour lutter contre le Viet Cong en détruisant son couvert végétal et sa source de nourriture mais aussi pour dégager les abords des installations militaires américaines et y prévenir les attaques. 
Les forces armées des États-Unis chargent des compagnies dont Dow Chemical et Monsanto de développer des herbicides pour cet usage. Ceux-ci furent appelés l'agent rose, l'agent vert, l'agent pourpre, l'agent bleu, l'agent blanc et l'agent orange. On estime que plus de 19 millions de gallons (68 000 m3) de défoliants ont été déversés sur 10 % de la surface du Sud-Viêt Nam.
Le plus utilisé fut l'agent orange, un mélange d'herbicides dont on sait actuellement qu'il contenait de la dioxine, dont environ 12 millions de gallons (45 000 m3) ont été déversés pendant la guerre du Viêt Nam. Une des principales zones visées par l'opération Ranch Hand était le delta du Mékong, où les vedettes de patrouille de l'US Navy étaient vulnérables aux embuscades. Les embuscades du Viêt Cong ont effectivement diminué dans le delta, mais 40 000 soldats américains, dont le fils de l'amiral Elmo Zumwalt qui a ordonné le lancement de l'opération Ranch Hand, ont par la suite souffert de cancer sans doute lié à l'herbicide.

## Origine de l'agent orange
En 2005, le gouvernement néo-zélandais a confirmé qu'une firme nationale, Ivon Watkins Dow, avait fourni les composés de l'agent orange aux forces armées des États-Unis pendant la guerre. Depuis le début des années 1960 et jusqu'en 1987, cette entreprise fabriqua l'herbicide 2,4,5-T (un des deux composants de l'agent orange) dans une usine de New Plymouth ; pendant la guerre du Viêt Nam, la production achetée par les militaires américains était transportée par bateau jusqu'à la base de Subic Bay aux Philippines d'où elle était utilisée en Asie du Sud-Est,,.